# Henk Rietel
Henk Rietel (Amsterdam) is een Nederlands voormalig korfbalscheidsrechter en korfbalcoach.

## Carrière als scheidsrechter
Rietel floot in zijn carrière 3 maal de Nederlandse zaalkorfbalfinale. Dit deed hij in 1984, 1987 en 1988.
In de jaren '80 behoorde Rietel tot de elite van de korfbalscheidsrechters, samen met Harry Brack en Fred Rosink.
Rietel stopte als topscheidsrechter in het korfbal in 1988, in hetzelfde jaar als collega Brack waardoor er ruimte kwam voor andere scheidsrechters in de top van korfballend Nederland.

## Coach
Rietel was naast uitkomend scheidsrechter ook coach namens CKV Vlug en Vaardig.